# Dvärgtåg
Dvärgtåg (Juncus pygmaeus) är en tågväxtart som beskrevs av Louis Claude Marie Richard och Jean-Louis Thuillier. Enligt Catalogue of Life ingår Dvärgtåg i släktet tåg och familjen tågväxter, men enligt Dyntaxa är tillhörigheten istället släktet tåg och familjen tågväxter. Arten är reproducerande i Sverige. Inga underarter finns listade i Catalogue of Life.